# Filippo Martinucci
Filippo Martinucci (... – 1862) è stato un architetto italiano.

## Biografia e opere
Era il figlio di Vincenzo Martinucci. Suo figlio, pure di nome Vincenzo, è stato un architetto che ha collaborato con suo padre a diversi progetti.
Tra le sue opere a Roma c'erano il Palazzo di S. Felice in Via Dataria, il restauro della Cappella di S. Sebastiano a Sant'Andrea della Valle terminato da suo figlio secondo i progetti di Filippo Martinucci (1869), Inner Staicase of the Vatican (1860), e la Cappella di S. Paolo della Croce nella Basilica dei Santi Giovanni e Paolo (1857), terminata da suo figlio, Vincenzo.
Nel 1862 Martinucci realizza la caratteristica Fontana dei Delfini all'ingresso della demolita Spina di Borgo: la fontana è stata ricollocata nel 1958 all'interno del Vaticano.